# NGC 1343
NGC 1343 é uma galáxia localizada na direcção da constelação de Cassiopeia. Possui uma declinação de +72° 34' 17" e uma ascensão recta de 3 horas, 37 minutos e 49,8 segundos.
A galáxia NGC 1343 foi descoberta em 11 de Outubro de 1787 por William Herschel.